# Ludovic Halévy
Ludovic Halévy (n. 1 ianuarie 1834 - d. 7 mai 1908) a fost un autor dramatic francez.
A fost de origine ebraică, dar tatăl său s-a convertit la creștinism chiar înainte de nașterea sa.

## Opera

### Muzică
A scris vodeviluri, comedii bulevardiere și librete de operă și operetă, în special în colaborare cu Henri Meilhac:
- 1870: Froufrou
- 1866: Viața pariziană (La vie parisienne)
- 1864: Frumoasa Elena (La belle Hélène)
- 1867: Marea Ducesă de Gerolstein (La Grande-Duchesse de Gérolstein).
- 1868: Pericola (La Périchole), operă bufă în două acte, cu Henri Meilhac, muzica de Jacques Offenbach, Paris, théâtre des Variétés, 6 octobre 1868

### Literatură
Halévy a scris și romane:
- 1882: Abatele Constantin ("L'Abbé Constantin")
- 1883: Criquette.